# Helgoland Radio
Helgoland Radio, Rufzeichen KHG (Küstenfunkstelle Helgoland), war eine deutsche Küstenfunkstelle auf der deutschen Insel Helgoland, die in den 1920er Jahren aktiv war. Die Deutsche Reichspost eröffnete die Station am 10. März 1921, sie wurde jedoch Anfang der 1930er Jahre wieder stillgelegt. Später betrieb die Deutsche Bundespost eine Küstenfunkstelle auf Helgoland, die zum Schluss von Elbe-Weser Radio fernbedient wurde. Nach Abschaltung der Deutschen Küstenfunkstellen durch die Telekom am 31. Dezember 1998 eröffnete der Schiffsmeldedienst Hamburg am 7. April 1999 erneut eine abgesetzte Küstenfunkstelle auf Helgoland.

## Geschichte
1920 begannen die Planungen für eine Küstenfunkstelle auf Helgoland. Schon am Ende des Ersten Weltkrieges befand sich auf dem Oberland der Insel eine Funkanlage der Kaiserlichen Marine. Die Küstenfunkstelle sollte jedoch im Postamt Helgoland und damit auf dem Unterland errichtet werden. Die Reichweite der zukünftigen Station wurde damit schon konstruktiv beeinträchtigt. Die Marine erklärte sich bereit, der Reichspost für die neu einzurichtende Station einige Geräte zu überlassen.
Der Baubeginn war im Februar 1921, die Inbetriebnahme erfolgte am 10. März 1921.

## Technik
Es standen zwei Empfänger von Telefunken („MUZE“, Marine-Universal-Zellen-Empfänger) für den Frequenzbereich 30 bis 750 kHz zur Verfügung. Sendeseitig wurde ein Tonfunkensender vom Typ G800 Lorenz für Telegrafie im Frequenzbereich 330 bis 1000 kHz genutzt. Zudem stand ein Röhrenverstärker EV 192 von Telefunken zur Verfügung.